# Kanton Villefranche-d'Albigeois
Kanton Villefranche-d'Albigeois is een voormalig kanton van het Franse departement Tarn. Kanton Villefranche-d'Albigeois maakte deel uit van het arrondissement Albi en telde 11.728 inwoners in 1999. Het werd opgeheven bij decreet van 17 februari 2014 met uitwerking op 22 maart 2015.

## Gemeenten
Het kanton Villefranche-d'Albigeois omvatte de volgende gemeenten:
- Ambialet
- Bellegarde
- Cambon
- Cunac
- Le Fraysse
- Marsal
- Mouzieys-Teulet
- Saint-Juéry
- Villefranche-d'Albigeois (hoofdplaats)